# مراد طوبال
مراد طوبال (بالتركية: Murat Topal)‏ هو لاعب كرة الصالات ‏ ولاعب كرة قدم تركي، ولد في 5 أبريل 1976. لعب مع نادي فنربخشة.